# 日曜教室
『味の素日曜教室』（あじのもとにちようきょうしつ）は、1959年5月24日から1965年3月28日までSBCテレビにて放送されていたクイズ番組である。味の素の一社提供番組だった。

## 番組概要
長野県の小中学校・高等学校の児童・生徒が5人でチームを作って学校で出る問題をクイズ形式で答えるというもので優勝したチームには学校の整備が約束されるというもので実際は「教育番組」だったが地方民放局がクイズ番組を制作するということ自体当時としては珍しく全国的に注目された。
この番組は前期が午後6時から、後期は午後0時15分から30分間放送していた。